# Заплітний Антін
Анті́н Заплі́тний (14 червня 1890, с. Глібів, нині Гусятинського району — 1 липня 1968, Детройт) — український адвокат і правознавець, урядник, громадський і кооперативний діяч.

## Біографія
Народився 14 червня 1890 року в с. Глібів Скалатського повіту (Королівство Галичини та Володимирії, Австро-Угорська імперія, нині Гусятинського району, Тернопільська область, Україна).
Закінчив Тернопільську гімназію (навчався в українській імені Франца Йосифа І у 1901—1905 роках, зокрема, у другому півріччі 1904/1905 навчального року був учнем IVб класу, його однокласниками, зокрема, були Дмитро Ладика та Гриць Ракочий), у Львівському та Віденському університетах пройшов правничі студії.
Працював адвокатом з 1917 року в Тернополі, потім — урядником повітового староства в Теребовлі.
У часі постання ЗУНР — повітовий комісар у Теребовлі. Наприкінці жовтня 1918 р. зібрав 90 добровольців для встановлення влади ЗУНР у повіті. У 1919—1920 роках був заступником повітового комісара у Староконстянтинові.
У часі Другої Польської Республіки мав адвокатську практику в 1922—1926 роках у канцелярії Степана Барана в м. Тернополі. 10 травня 1927 року виступав на великому вічі в Теребовлі, яке організував повітовий комітет УНДО. З 1927 по 1939 роки мав власну практику в Теребовлі. Входив до складу управ всіх українських установ Теребовлі, з 1934 року очолював повітовий комітет УНДО. Член Теребовельської надзірної Ради місцевих економічних товариств, голова гуртка «Рідна школа» та Товариства охорони військових могил.
30 червня 1941 — серед підписантів Акту відновлення державності України.
Після наближення радянських сил емігрував.
Написав книжку спогадів «Земля Теребовельська».
З 1949 року на еміграції у Канаді (за іншими даними — у США).
Помер 1 липня 1968 року в Детройті.